# Liste der Kulturgüter in Vallon
Die Liste der Kulturgüter in Vallon enthält alle Objekte in der Gemeinde Vallon im Kanton Freiburg, die gemäss der Haager Konvention zum Schutz von Kulturgut bei bewaffneten Konflikten, dem Bundesgesetz vom 20. Juni 2014 über den Schutz der Kulturgüter bei bewaffneten Konflikten sowie der Verordnung vom 29. Oktober 2014 über den Schutz der Kulturgüter bei bewaffneten Konflikten unter Schutz stehen.
Objekte der Kategorien A sind vollständig in der Liste enthalten, Objekte der Kategorie B sind im Gemeindegebiet nicht ausgewiesen, Objekte der Kategorie C fehlen zurzeit (Stand: 1. Januar 2023).

## Kulturgüter
| Foto | | Objekt | Kat. | Typ | Standort                   | Beschreibung |
| ---- | --- | --- | ---- | --- | -------------------------- | ------------ |
| ja   | Datei hochladen · Wikidata zu Pfarrkirche Saint-Pierre (Q29479259)                                     | Pfarrkirche Saint-Pierre / Église paroissiale Saint-Pierre KGS-Nr.: 02338                                                                     | A    | G   | Carignan 3 563146 / 191789 |              |
| ja   | Datei hochladen · Wikidata zu Sur Dompierre, gallorömische Villa mit Mosaiken und Sammlung (Q29479263) | Sur Dompierre, gallorömische Villa mit Mosaiken und Sammlung / Sur Dompierre, villa gallo-romaine avec mosaïques et collection KGS-Nr.: 02339 | A    | F   | Carignan 6 563280 / 191820 |              |